# Rhipidocladum maxonii
Rhipidocladum maxonii är en gräsart som först beskrevs av Albert Spear Hitchcock, och fick sitt nu gällande namn av Mcclure. Rhipidocladum maxonii ingår i släktet Rhipidocladum och familjen gräs. Inga underarter finns listade i Catalogue of Life.